# Agustín Almendra
Agustín Ezequiel Almendra (Solano, 2000. február 11. –) argentin korosztályos válogatott labdarúgó, a Boca Juniors játékosa.

## Pályafutása

### Klubcsapatban
2017 decemberében a Boca Juniors saját nevelésű játékosaként került fel az első csapatba Gonzalo Lamardo társaságában. 2018. április 16-án mutatkozott be az első csapatban a bajnokságban az Independiente csapata ellen. Szeptember 20-án a Copa Libertadores sorozatban a Cruzeiro elleni mérkőzésen debütált. 2019. március 1-jén az első bajnoki gólját szerezte meg az Unión de Santa Fe klubja ellen.

### A válogatottban
Részt vett a 2017-es dél-amerikai U17-es labdarúgó-bajnokságon. 2018. július 29-én mutatkozott be az U20-as válogatottban venezuelai korosztályos válogatott ellen. A 2019-es U20-as labdarúgó-világbajnokságon részt vett Fernando Batista szövetségi kapitány keretével.

## Sikerei, díjai
- Boca Juniors
  - Primera División: 2017–18
  - Argentin Super Copa: 2019